# Wen
Pour les articles homonymes, voir WEN.
Wen est une série de bande dessinée fantastique écrite par Jacques Stoquart et dessinée par Éric. Publiée dans l'édition belge de l'hebdomadaire jeunesse Tintin en 1974-1975, elle et été recueilli en album en 1983-1984 par Le Lombard.

## Synopsis
Wen est un jeune garçon doté de la faculté d'accéder au monde de la magie, qui côtoie le monde de l'Homme. La série le présente comme le seul humain à avoir ce pouvoir, reçu d'une magicienne lors d'un mariage nocturne et surnaturel. Parallèlement à ce pouvoir, Wen subit l'oubli après chaque aventure fantastique.

## Publications

### Périodique
- Tintin (édition belge), 1974-1975[1].

### Albums
- Wen, Le Lombard, collection « Histoires et Légendes » :

1. Wen, 1983  (ISBN 2-8036-0391-8).
2. Tome 2, 1984  (ISBN 2-8036-0474-4).